# Leptopelis kivuensis
Leptopelis kivuensis es una especie de anfibios de la familia Arthroleptidae.
Habita en Burundi, República Democrática del Congo, Ruanda y Uganda.
Su hábitat natural incluye pantanos, montanos tropicales o subtropicales, pantanos y marismas de agua fresca.
Está amenazada de extinción por la pérdida de su hábitat natural.